# Savile Row

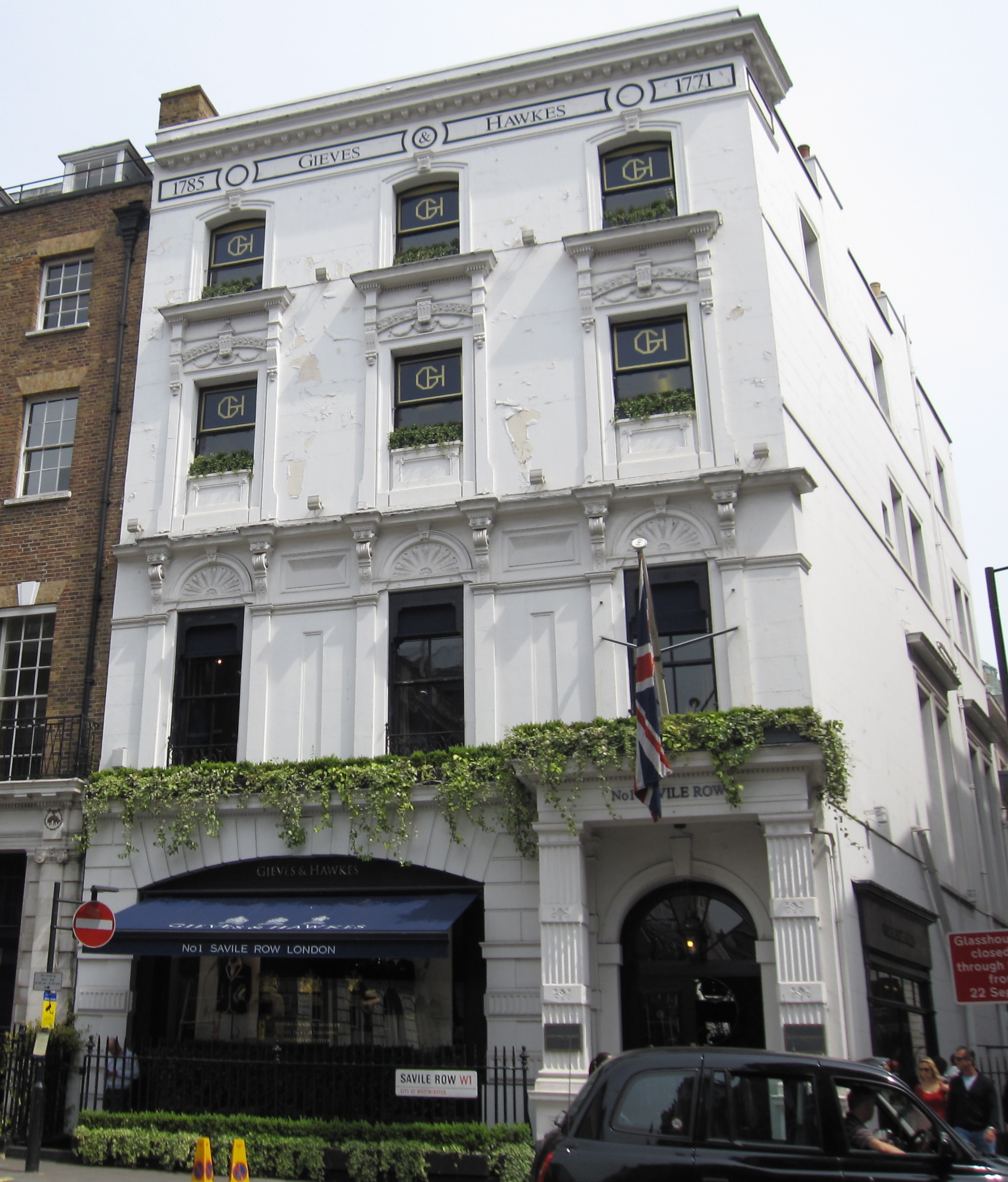
Savile Row 1, firma Gievens and Hawkes

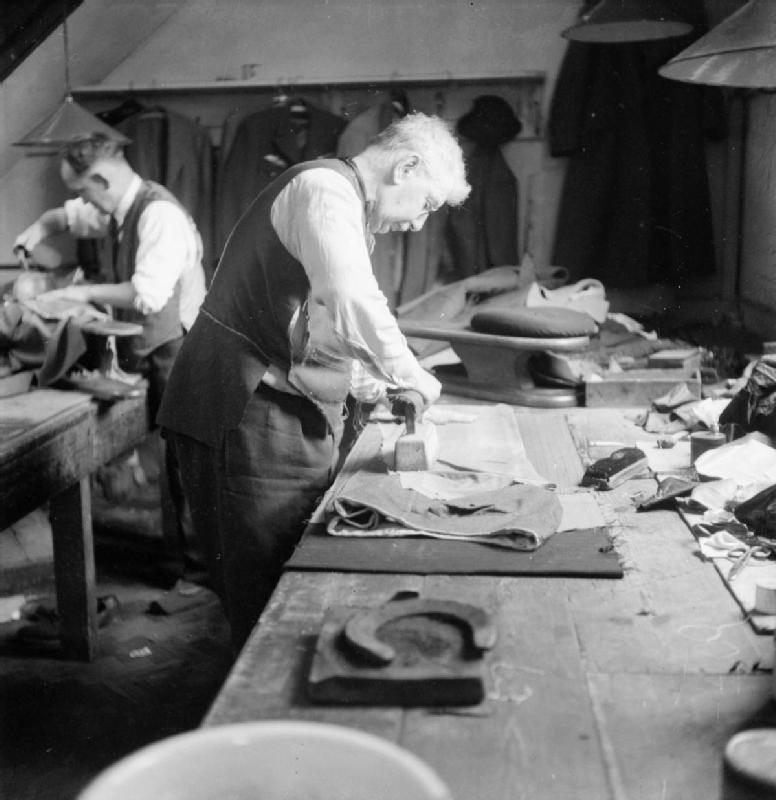
Praca w warsztacie krawieckim Henry Poole & Co. w r. 1944

Savile Row – ulica w Londynie, w dzielnicy Mayfair, na terenie gminy City of Westminster znana z licznych warsztatów krawieckich szyjących odzież męską na zamówienie. Jej nazwa pochodzi od panieńskiego nazwiska lady Dorothy Savile, żony Richarda Boyle'a, hrabiego Burlington. Krawiectwo na Savile Row, adresowane głównie do elitarnych konsumentów, rozpoczęło się wkrótce po powstaniu ulicy i rozwinęło się w XIX w. Wśród ubierających się na Savile Row byli m.in. Winston Churchill, Charlie Chaplin, Horatio Nelson i Napoleon III, a z postaci współczesnych m.in. Tom Cruise, Sean Connery, Michael Caine, Bryan Ferry oraz Gregory Peck. W latach 1870–1912 na Savile Road miało swoją siedzibę Królewskie Towarzystwo Geograficzne. Od 3 lipca 1968 pod nr. 3 mieściła się firma płytowa „Apple” zespołu The Beatles.

## Historia
Ulica powstała w latach trzydziestych XVIII wieku i była częścią posiadłości Burlingtonów. Jeszcze w tym samym wieku pojawili się na niej krawcy, zwabieni bogactwem dzielnicy i upodobaniem jej mieszkańców do mody; pierwszy zakład krawiecki pojawił się w r. 1785. Po upadku rewolucji francuskiej Francja przestała być jedynym i najważniejszym ośrodkiem mody, co w znaczniej mierze przyczyniło się do wzrostu popularności i znaczenia brytyjskich krawców szyjących na zamówienie. W XIX w. na Savile Row powstawały takie marki jak H. Huntsman & Sons, Norton & Sons, James Lock & Co, James Poole. Krawcy z tej ulicy zapoczątkowali wiele mód, a nawet ruchy kontrkulturowe, np. Teddy boys w późnych latach czterdziestych XX w.
W 2004 r. firmy krawieckie z Savile Row powołały stowarzyszenie Savile Row Bespoke Association dbające o standardy i spójność tej nieformalnej marki. Obecnie przy Savile Row znajduje się blisko 30 firm krawieckich szyjących na zamówienie.

## W kulturze
Przy ulicy Savile Row mieszka Phileas Fogg, bohater powieści Juliusza Verne'a W osiemdziesiąt dni dookoła świata i bohater innych utworów (literackich, komiksowych, filmowych) vernopochodnych.